# Jurij Jelisjejev
Jurij Kostjantynovyč Jelisjejev (in ucraino Юрій Костянтинович Єлісєєв?, in russo Юрий Константинович Елисеев?, Jurij Konstantinovič Eliseev; Sverdlovs'k, 26 settembre 1949) è un allenatore di calcio ed ex calciatore sovietico, di ruolo attaccante.

## Statistiche

### Cronologia presenze e reti in nazionale
| Cronologia completa delle presenze e delle reti in nazionale ― Unione Sovietica | Cronologia completa delle presenze e delle reti in nazionale ― Unione Sovietica | Cronologia completa delle presenze e delle reti in nazionale ― Unione Sovietica | Cronologia completa delle presenze e delle reti in nazionale ― Unione Sovietica | Cronologia completa delle presenze e delle reti in nazionale ― Unione Sovietica | Cronologia completa delle presenze e delle reti in nazionale ― Unione Sovietica | Cronologia completa delle presenze e delle reti in nazionale ― Unione Sovietica | Cronologia completa delle presenze e delle reti in nazionale ― Unione Sovietica |
| Data                                                                            | Città                                                                           | In casa                                                                         | Risultato                                                                       | Ospiti                                                                          | Competizione                                                                    | Reti                                                                            | Note                                                                            |
| ------------------------------------------------------------------------------- | ------------------------------------------------------------------------------- | ------------------------------------------------------------------------------- | ------------------------------------------------------------------------------- | ------------------------------------------------------------------------------- | ------------------------------------------------------------------------------- | ------------------------------------------------------------------------------- | ------------------------------------------------------------------------------- |
| 29-6-1972                                                                       | San Paolo                                                                       | Uruguay                                                                         | 0 – 1                                                                           | Unione Sovietica                                                                | Coppa d'Indipendenza Brasiliana                                                 | -                                                                               |                                                                                 |
| 2-7-1972                                                                        | Belo Horizonte                                                                  | Argentina                                                                       | 1 – 0                                                                           | Unione Sovietica                                                                | Coppa d'Indipendenza Brasiliana                                                 | -                                                                               |                                                                                 |
| 6-7-1972                                                                        | Belo Horizonte                                                                  | Portogallo                                                                      | 1 – 0                                                                           | Unione Sovietica                                                                | Coppa d'Indipendenza Brasiliana                                                 | -                                                                               | 23’                                                                             |
| 6-8-1972                                                                        | Solna                                                                           | Svezia                                                                          | 4 – 4                                                                           | Unione Sovietica                                                                | Amichevole                                                                      | 1                                                                               |                                                                                 |
| 28-8-1972                                                                       | Ratisbona                                                                       | Birmania                                                                        | 0 – 1                                                                           | Unione Sovietica                                                                | Olimpiadi 1972                                                                  | -                                                                               |                                                                                 |
| 30-8-1972                                                                       | Monaco di Baviera                                                               | Sudan                                                                           | 1 – 2                                                                           | Unione Sovietica                                                                | Olimpiadi 1972                                                                  | -                                                                               |                                                                                 |
| 3-9-1972                                                                        | Monaco di Baviera                                                               | Marocco                                                                         | 0 – 3                                                                           | Unione Sovietica                                                                | Olimpiadi 1972                                                                  | 1                                                                               | 68’                                                                             |
| Totale                                                                          |                                                                                 | Presenze                                                                        | 7                                                                               |                                                                                 | Reti                                                                            | 2                                                                               |                                                                                 |

## Palmarès

### Giocatore

#### Club
- Campionato sovietico: 1

Zorya: 1972

#### Nazionale
- Bronzo olimpico: 1

Monaco di Baviera 1972